# Neaeromya compressa
Neaeromya compressa är en musselart som först beskrevs av Dall 1899.  Neaeromya compressa ingår i släktet Neaeromya och familjen Lasaeidae. Inga underarter finns listade i Catalogue of Life.